# مأوا
مأوا (بالفارسية: ماوا) هي قرية تقع في قسم غلمكان الريفي (مقاطعة تشناران) في إيران. يقدر عدد سكانها بـ 32 نسمة .